# Tà Hine
Tà Hine là một xã thuộc huyện Đức Trọng, tỉnh Lâm Đồng, Việt Nam.

## Địa lý
Xã Tà Hine có diện tích 38,91 km², dân số năm 2022 là 4.525 người, mật độ dân số đạt 116 người/km².

## Lịch sử
Ngày 6 tháng 6 năm 1986, Hội đồng Bộ trưởng ban hành Quyết định số 67-HĐBT về việc thành lập xã Tà Hine thuộc huyện Di Linh trên cơ sở 9.300 hécta đất với 1.374 nhân khẩu của xã Ninh Loan.
Ngày 24 tháng 10 năm 1987, Hội đồng Bộ trưởng ban hành Quyết định số 157-HĐBT về việc sáp nhập xã Tà Hine thuộc huyện Di Linh vào huyện Đức Trọng quản lý.
Ngày 21 tháng 1 năm 2020, HĐND tỉnh Lâm Đồng ban hành Nghị quyết số 166/NQ-HĐND về việc sáp nhập thôn Ta Kriang vào thôn Phú Cao.